# Żemkowka
Żemkowka (ros. Жемковка) – wieś (sieło) w Rosji, w obwodzie samarskim, w rejonie syzrańskim. W 2010 liczyła 857 mieszkańców.